# Димитрий (Поспелов)
Епископ Димитрий (в миру Алексей Константинович Поспелов; 21 сентября 1861, село Апушка, Шацкий уезд, Тамбовская губерния — 8 декабря 1952, Яранск, Кировская область) — епископ Русской православной церкви, епископ Скопинский, викарий Рязанской епархии.

## Биография
Родился 21 сентября 1861 года в селе Апушка Шацкого уезда Тамбовской губернии в семье псаломщика. Детство его прошло в физическом труде и большой нужде.
Будучи принят на казённое содержание, окончил в 1880 году 2-е Тамбовское духовное училище и затем Тамбовскую духовную семинарию.
В 1885 году после кратковременной работы учителем был посвящён в сан иерея. Первоначально служил в селе.
В 1886 году поступил Московскую духовную академию, которую окончил в 1890 году со степенью кандидата богословия.
Перемещён к соборному Преображенскому храму в город Темников. Здесь он проходил должности — благочинного, наблюдателя церковно-приходских школ.
С 3 декабря 1913 года — преподаватель в Тамбовской Духовной Семинарии.
24 августа 1923 года благочиннического совета г. Темникова Тамбовской епархии просил «открыть у них викарную кафедру ввиду отдаленности от Шацкой епископской кафедры. Православные приходы избрали протоиерея Дмитрия Константиновича Поспелова, настоятеля
Спасо-Преображенского собора г. Темникова», на что Патриарха Тихона 2 октября 1923 года наложил резолюцию: «открыть в Тамбовской епархии кафедру викарного епископа в г. Темникове, и назначить на нее протоиерея Дмитрия Поспелова с пострижением в монашество», после чего пострижен в монашество с именем Димитрий и 24 сентября того же года хиротонисан во епископа Темниковского, викария Тамбовской епархии.
В 1926 году был арестован. Отбывал заключение в Соловецком лагере.
С 14 октября 1933 года — епископ Воткинский, но от назначения отказался.
В мае-июне 1934 года временно управлял Вятской епархией.
С 27 июня 1934 года — епископ Яранский, викарий Вятской епархии.
Наряду с другими епископами подписал документ «об усвоении Заместителю Патриаршего Местоблюстителя Преосвященному Сергию, митрополиту Горьковскому, титула Блаженнейшего митрополита Московского и Коломенского и права ношения двух панагий» от 14/27 апреля 1934 года (подписался как «Смиренный Д[и]амитрий, еписк[оп] б[ывший] Темниковский, управляющий Яранской епископией»).
С 20 февраля 1936 года — епископ Скопинский, викарий Рязанской епархии.
В том же году уволен на покой по болезни в заштат, после чего безвыездно проживал в городе Яранске Кировской области.
Как отмечается в некрологе в Журнале Московской Патриархии:

Почивший отличался добрыми качествами души, ревностным исполнением уставных указаний.
Достигши предельной старости, он до конца жизни не утратил бодрости духа, ясной памяти.
К посещавшим его верующим и ко всем, соприкасавшимся с ним, епископ Димитрий относился как добрый, любящий отец, готовый дать разумный полезный совет и наставление, утешить в скорби и печали, рассеять уныние.

Умер 8 декабря 1952 года в городе Яранск на 92-м году жизни. Похоронен на Вознесенском кладбище в Яранске.